# Maurice Saatchi
Maurice Nathan Saatchi, baron Saatchi (arabe : موريس ساعتجي) (né le 21 juin 1946), est un homme politique et un homme d'affaires irako-britannique, cofondateur avec son frère, Charles, des agences de publicité  Saatchi and Saatchi et M&C Saatchi (en).

## Sources
- (en) Cet article est partiellement ou en totalité issu de l’article de Wikipédia en anglais intitulé « Maurice Saatchi, Baron Saatchi » (voir la liste des auteurs).